# Смогоржевський Олександр Степанович
Олекса́ндр Степа́нович Смогорже́вський (6 березня 1896 — 7 травня 1969) — український математик, професор з 1938, доктор фізико-математичних наук з 1945.

## Життєпис
Народився в с. Лісове (Барський район) (раніше — Лісові Бирлинці) поблизу м. Бар Вінницької області.
У 1916 закінчив Немирівську гімназію. З 1918 по 1930 працював учителем у сільських школах Вінниччини. У 1929 закінчив Київський інститут народної освіти. З 1930 працював у Київському політехнічному інституті асистентом та доцентом.
Смогоржевському належить понад 95 наукових праць, з них 9 монографій та підручники з основ геометрії для університетів та педагогічних інститутів, посібник «Теорія геометричних побудов у просторі Лобачевського», науково-популярні твори з математики. Основні праці Смогоржевського присвячені якісній і аналітичній теорії диференціальних рівнянь динаміки, математичній фізиці, неевклідовій геометрії (гіперболічна теорія). Деякі праці перекладені англійською, японською, чеською, болгарською та іншими мовами.
Серед учнів Олександра Смогоржевського — доктори наук Євген Вікторовський, Іван Тесленко тощо.
Помер на 74-му році життя 7 травня 1969 року.

## Родина
Виховав двох синів та доньку. Старший син — науковець-зоолог, орнітолог, доктор біологічних наук Леонід Смогоржевський (1921—1996).